# Diidropteroato sintetasi
La diidropteroato-sintetasi (THF-A) (EC 2.5.1.15) è un enzima necessario per la produzione dell'acido diidropteroico un precursore dell'acido tetraidrofolico fondamentale per la replicazione batterica. L'enzima utilizza come substrato l'acido p-amminobenzoico (PABA).
La diidropteroato-sintetasi è espressa nei batteri, ma non è espressa in molti eucarioti tra cui l'uomo, per questo motivo può essere impiegata come bersaglio per la terapia antibatterica. I sulfamidici sono agenti batteriostatici che competono con il PABA per il sito attivo dell'enzima, possono essere impiegati nella terapia delle infezioni urinarie, enteriti o colite ulcerosa.